# Messac, Ille-et-Vilaine

Messac este o comună în departamentul Ille-et-Vilaine, Franța. În 1 ianuarie 2018 avea o populație de 3.204 de locuitori.